# SolarAid

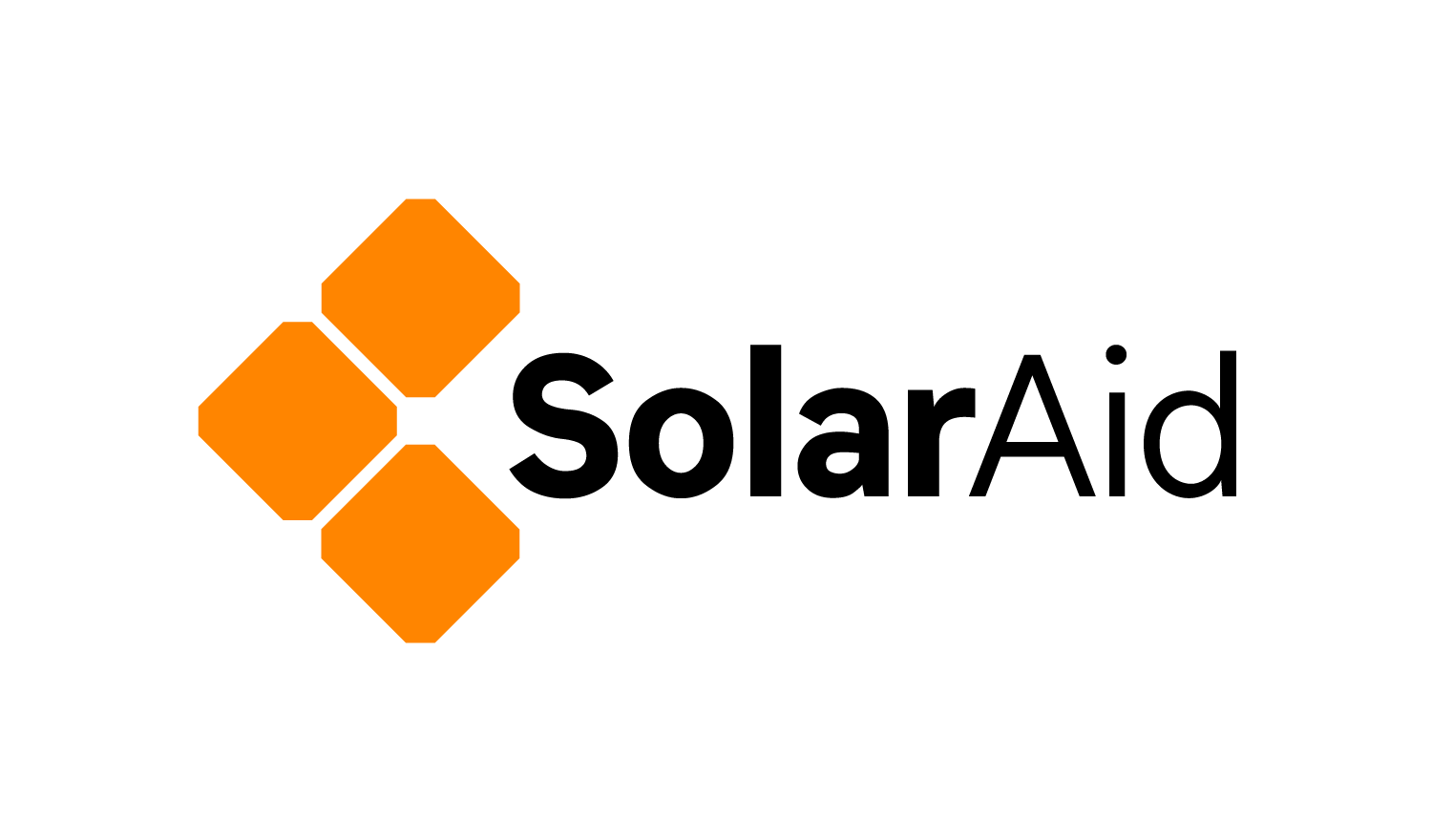

SolarAid ist eine  britische Entwicklungshilfeorganisation mit Sitz in London und wurde 2006 durch das Unternehmen Solarcentury gegründet.
Die Organisation hat das Ziel, die Verbreitung von Solarenergie in Entwicklungsländern zu fördern, um damit die globale Armut und den Klimawandel einzudämmen. Um dies zu erreichen, wurden und werden Photovoltaikanlagen auf Gemeindehäusern, Kliniken und Schulen installiert. Außerdem werden Einheimische ausgebildet, um Solaranlagen zu errichten und zu reparieren.
Das erste Projekt wurde in Malawi zusammen mit dem Unternehmen Solarcentury durchgeführt.
Seit 2007 ist die Schauspielerin Cate Blanchett Schirmherrin.
Am 29. November 2013 wurde die Organisation mit dem Europäischen Solarpreis 2013 in der Kategorie „Eine-Welt-Zusammenarbeit“ ausgezeichnet.